# Bogdan Volkov

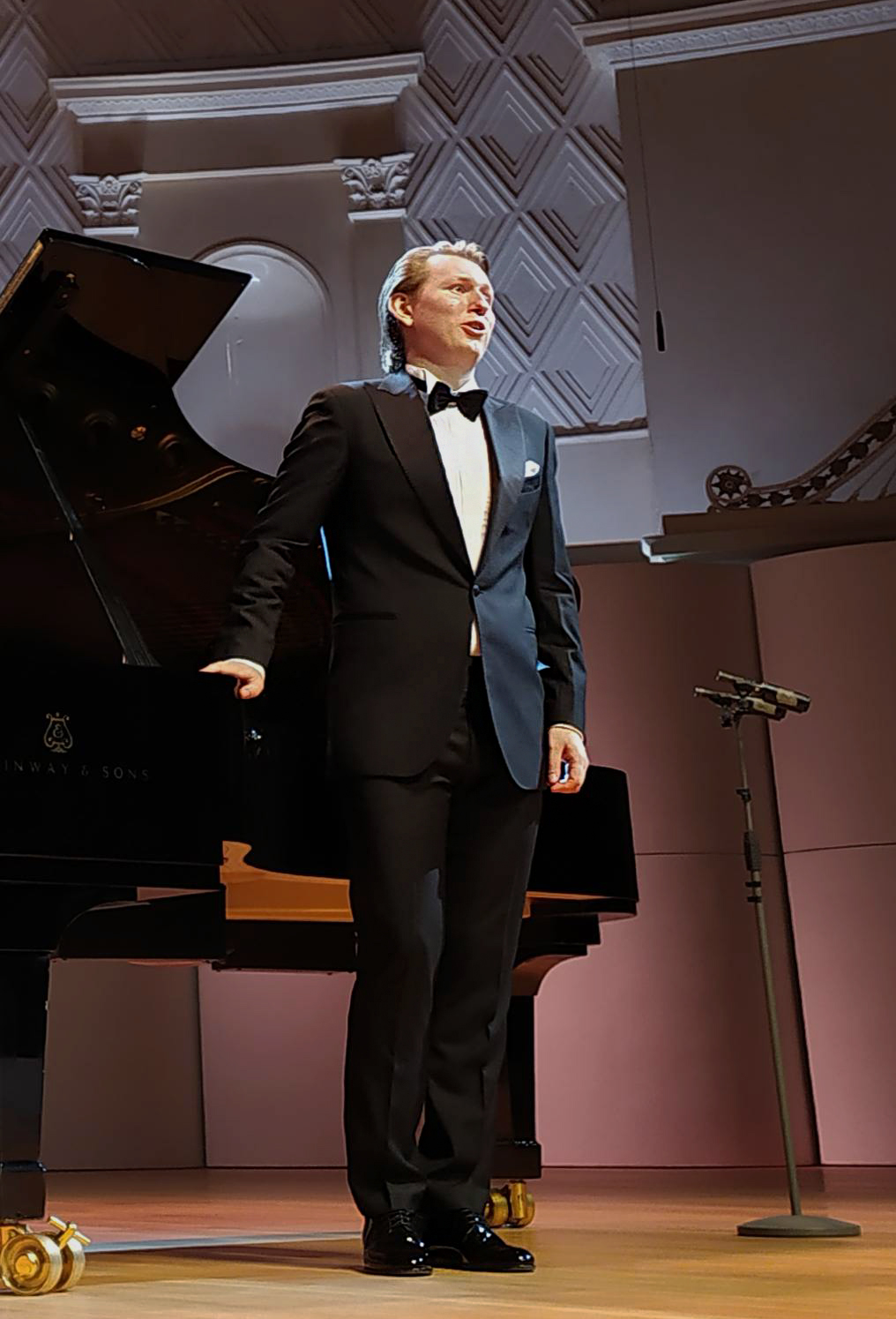
Bogdan Volkov (2020)

Bogdan Volkov (ukrainisch Богдан Волков, * 7. Dezember 1989 in Tores, Ukrainische SSR, UdSSR) ist ein ukrainischer Opernsänger im Tenorfach.

## Leben
Bogdan Volkov studierte Gesang am Reinhold-Glière-Institut für Musik in Kiew. Im Jahr 2013 beendete er seine Gesangsausbildung an der Tschaikowski-Musikakademie. Von 2016 bis 2018 etablierte er sich als regelmäßiger Künstler am Bolschoi-Theater in Moskau, nachdem er an einem Trainingsprogramm des Theaters teilgenommen hatte. 2019 debütierte er an der Berliner Staatsoper in der Rolle des Don Antonio in Sergej Prokofjews Die Verlobung im Kloster, dirigiert von Daniel Barenboim. In den Jahren 2022 und 2023 war er an der Berliner Staatsoper Mitglied des Ensembles.
Volkov trat weltweit auf den Bühnen bekannter Opernhäuser auf, darunter das Teatro alla Scala in Mailand, das Royal Opera House in London, die Metropolitan Opera in New York und die Wiener Staatsoper. Zu den Höhepunkten seiner Karriere zählen Das Märchen vom Zaren Saltan an La Monnaie in Brüssel und Eugen Onegin an der Wiener Staatsoper, beide unter der Regie von Dmitri Tcherniakov, sowie Così fan tutte beim 100. Salzburger Festspiel, inszeniert von Christof Loy. Seinen ersten Auftritt in den USA hatte er 2018 an der Metropolitan Opera als Tybalt in Roméo et Juliette und trat als Don Ottavio in Don Giovanni an der Palm Beach Opera und als Tamino in Die Zauberflöte an der Los Angeles Opera auf.
Mit der Rolle des Ferrando gab er 2021 sein Debüt am Teatro alla Scala und später auch am Royal Opera House. Weitere Debüts in der Saison:

## Auftritte (Auszug)
2018
- Tybalt in Roméo et Juliette an der Metropolitan Opera New York

2019
- Don Antonio in Die Verlobung im Kloster an der Berliner Staatsoper

Saison 2021/22
- Nemorino in L’elisir d’amore an der Bayerischen Staatsoper
- Alfredo in La traviata an der Niederländischen Nationaloper in Amsterdam

Saison 22/23
- Nemorino in L’elisir d’amore an der Staatsoper Unter den Linden in Berlin und an der Wiener Staatsoper
- Chevalier de la Force in Dialogues des Carmélites am Teatro dell’Opera di Roma
- Lensky in Eugen Onegin an der Bayerischen Staatsoper und La Monnaie
- Fenton in Falstaff an der Metropolitan Opera und beim Salzburger Festspiel
- Das Märchen vom Zaren Saltan an der Opéra national du Rhin

Saison 2023/24
- Trittico an der Wiener Staatsoper
- L‘elisir d‘amore an der Wiener Staatsoper
- Don Giovanni an der Wiener Staatsoper
- Eugen Onegin  an der Wiener Staatsoper
- Das Märchen vom Zaren Saltan an La Monnaie / De Munt in Brüssel
- La Traviata an der Niederländischen Nationaloper und Bayerischen Staatsoper
- Don Giovanni an der Staatsoper Berlin
- Cosi fan tutte an der Bayerischen Staatsoper.
- Fürst Myschkin in Der Idiot bei den Salzburger Festspielen 2024

## Wettbewerbe
Bogdan Volkov erhielt den ersten Preis und den Publikumspreis beim Pariser Opernwettbewerb im Jahr 2015 und den zweiten Preis beim Operalia-Wettbewerb von Plácido Domingo im Jahr 2016.